# Kácova Lhota
Kácova Lhota (Duits: Katzlhota) is een Tsjechische plaats in de gemeente Kozmice, regio Midden-Bohemen, en maakt deel uit van het district Benešov. Het dorp ligt op ongeveer 1,5 kilometer afstand van Kozmice en op zo'n 10 kilometer afstand van de stad Benešov.
Kácova Lhota telt 59 inwoners (2021).

## Geschiedenis
De eerste schriftelijke vermelding van het dorp dateert van 1387.
In 1850 werd Kácova Lhota, samen met Kozmice, ingedeeld bij het district Benešov.

## Verkeer en vervoer

### Autowegen
Er leidt een regionale weg naar het dorp.

### Spoorlijnen
Er is geen station in Kácova Lhota. Het dichtstbijzijnde station is in Benešov, op zo'n 11 kilometer afstand. Dat station ligt aan de spoorlijn Praag - Benešov - Trhový Štěpánov.

### Buslijnen
Er is één bushalte in het dorp:
| Halte                 | Lijn | Traject                     | Vervoerder   |
| --------------------- | ---- | --------------------------- | ------------ |
| Kozmice, Kácova Lhota | 770  | Benešov - Uhlířské Janovice | CŠAD Benešov |

## Bezienswaardigheden
- Dorpskapel

## Galerij

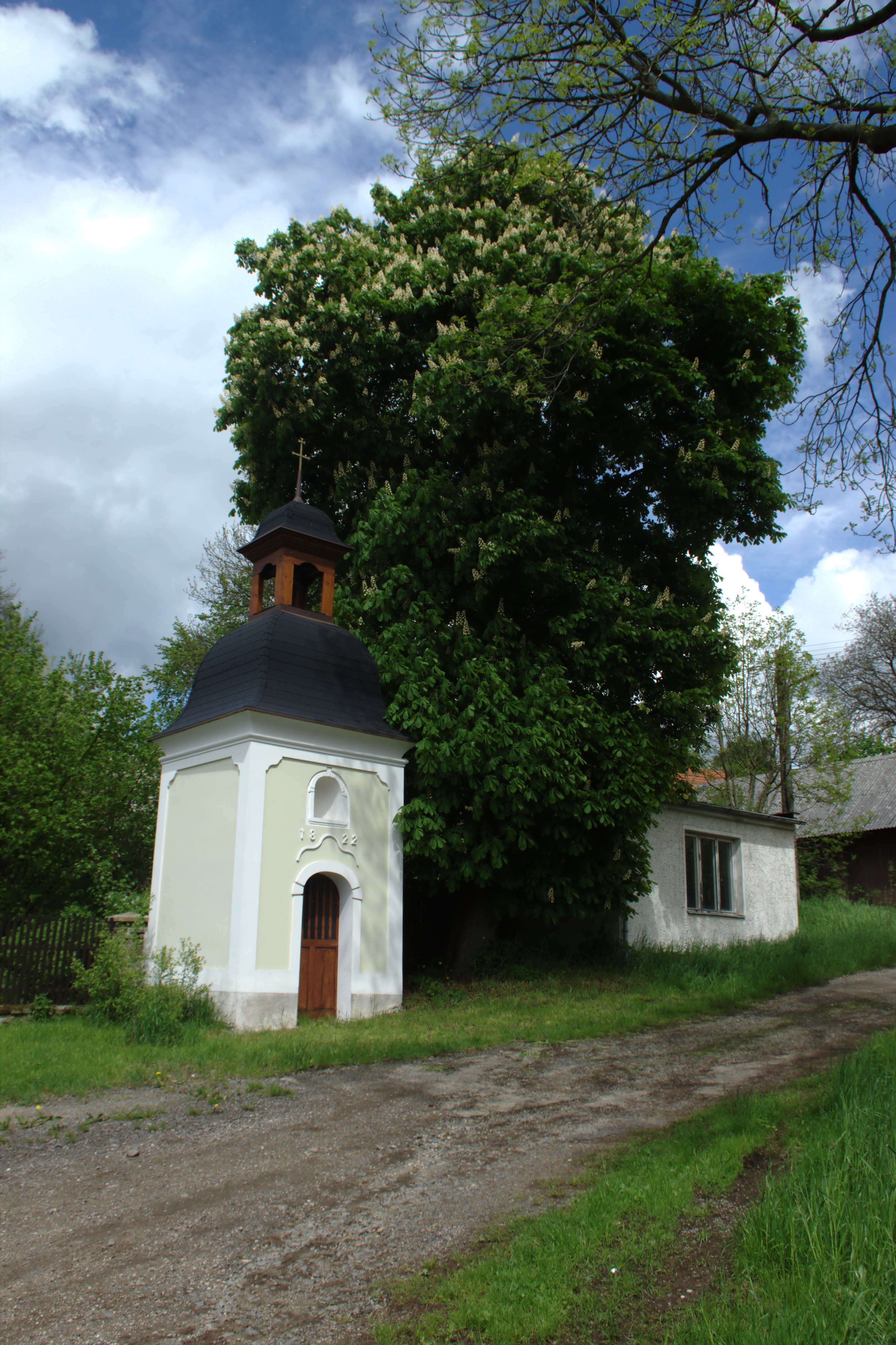
Dorpskapel (2013)
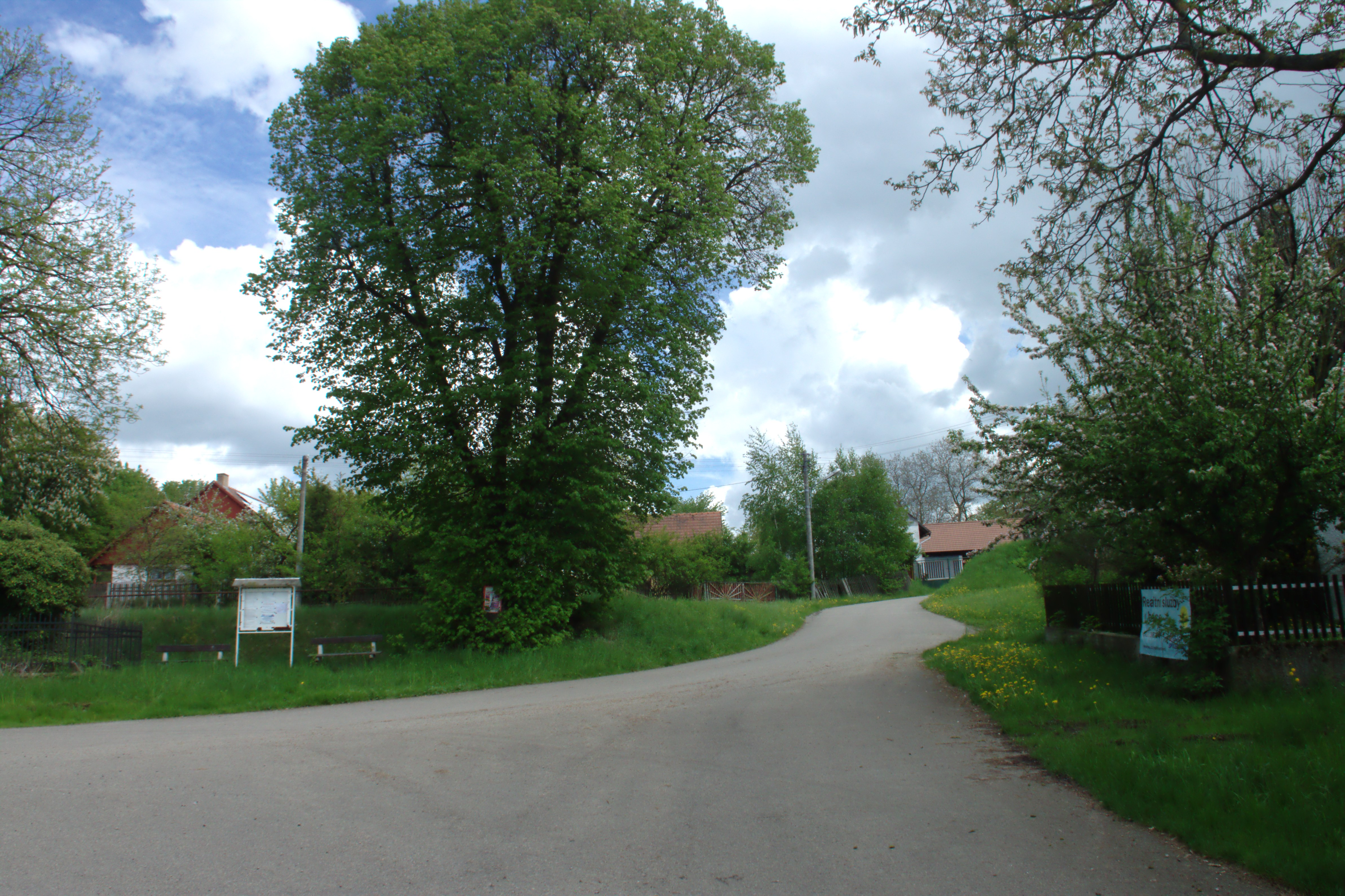
Dorpsgezicht (2013)